# Lămâios
Culoarea lămâioasă sau lămâie, citrin, citron, gălbui-citrin, galben-citron (latină citreus, citrinus, citrellus) este o culoare galben-deschisă, asemănătoare culorii cojii lămâiei. Culoarea lămâioasă se întâlnește și la unele păsări, de ex. codobatură galbenă (Motacilla flava) după Dombrowski are toată partea inferioară galbenă-lămâioasă, codobatură de munte (Motacilla cinerea) are partea de desubt, cu excepția gâtului, galben-lămâioasă.

## Note

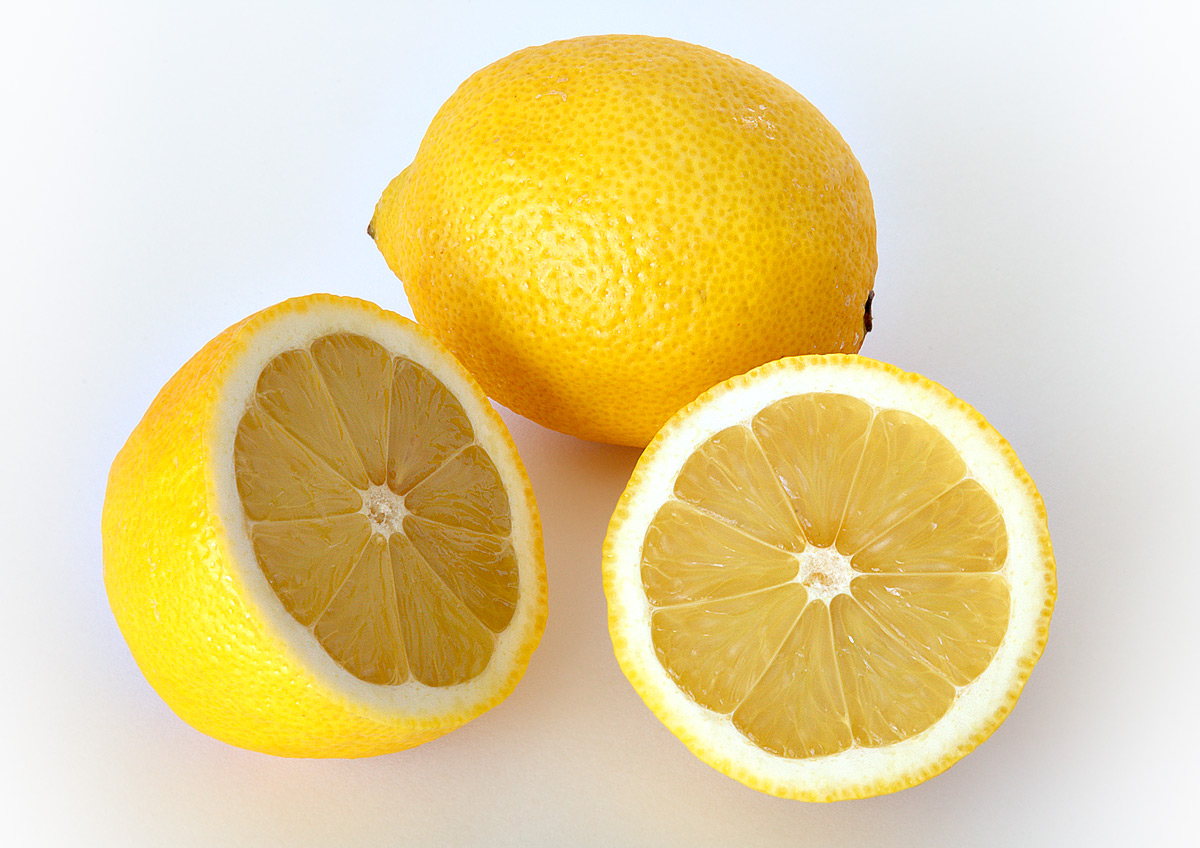
Culoarea galben-deschisă a lămâiei
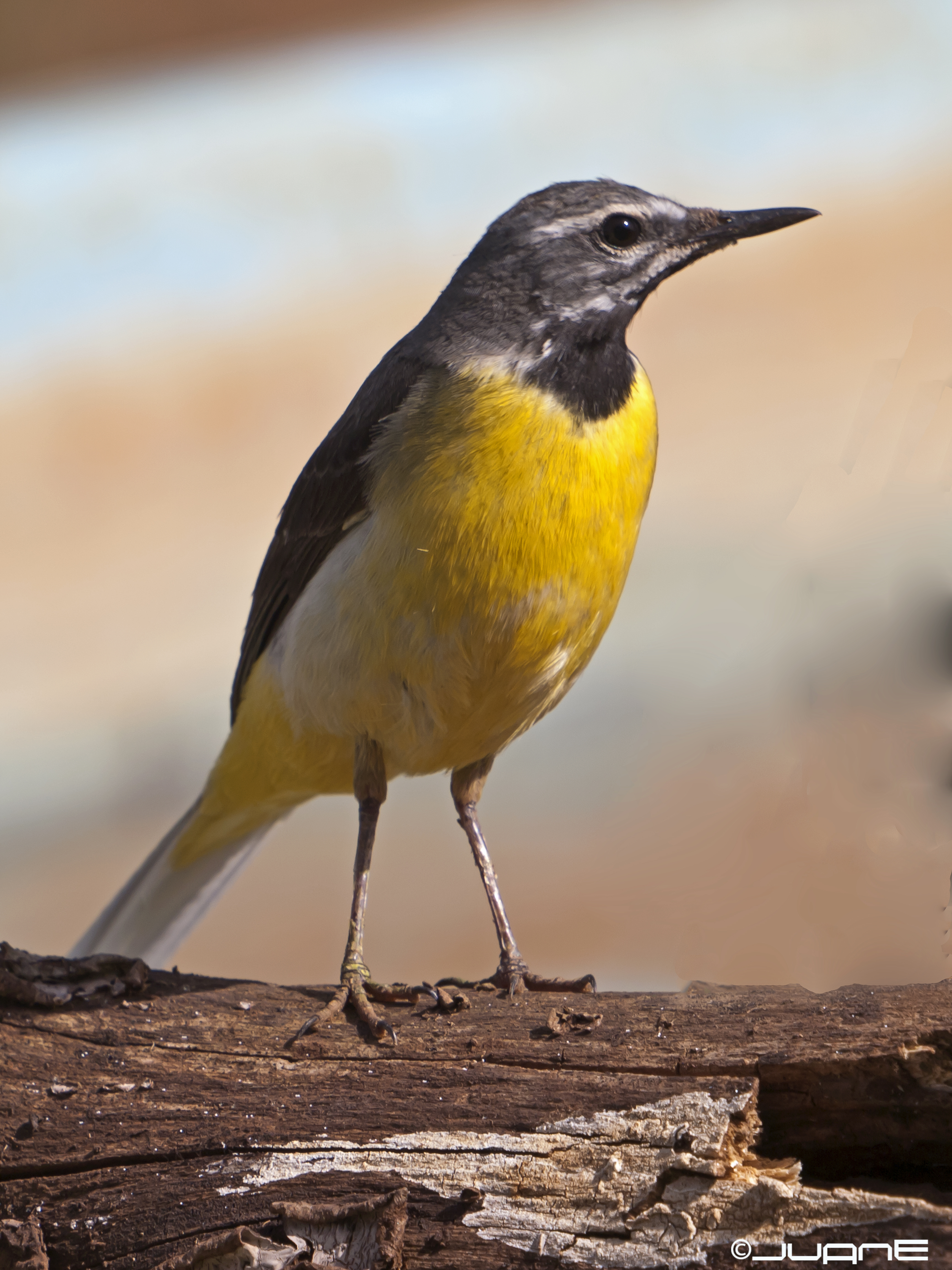
Codobatură de munte (Motacilla cinerea) are partea de desubt, cu excepţia gâtului, galben-lămâioasă
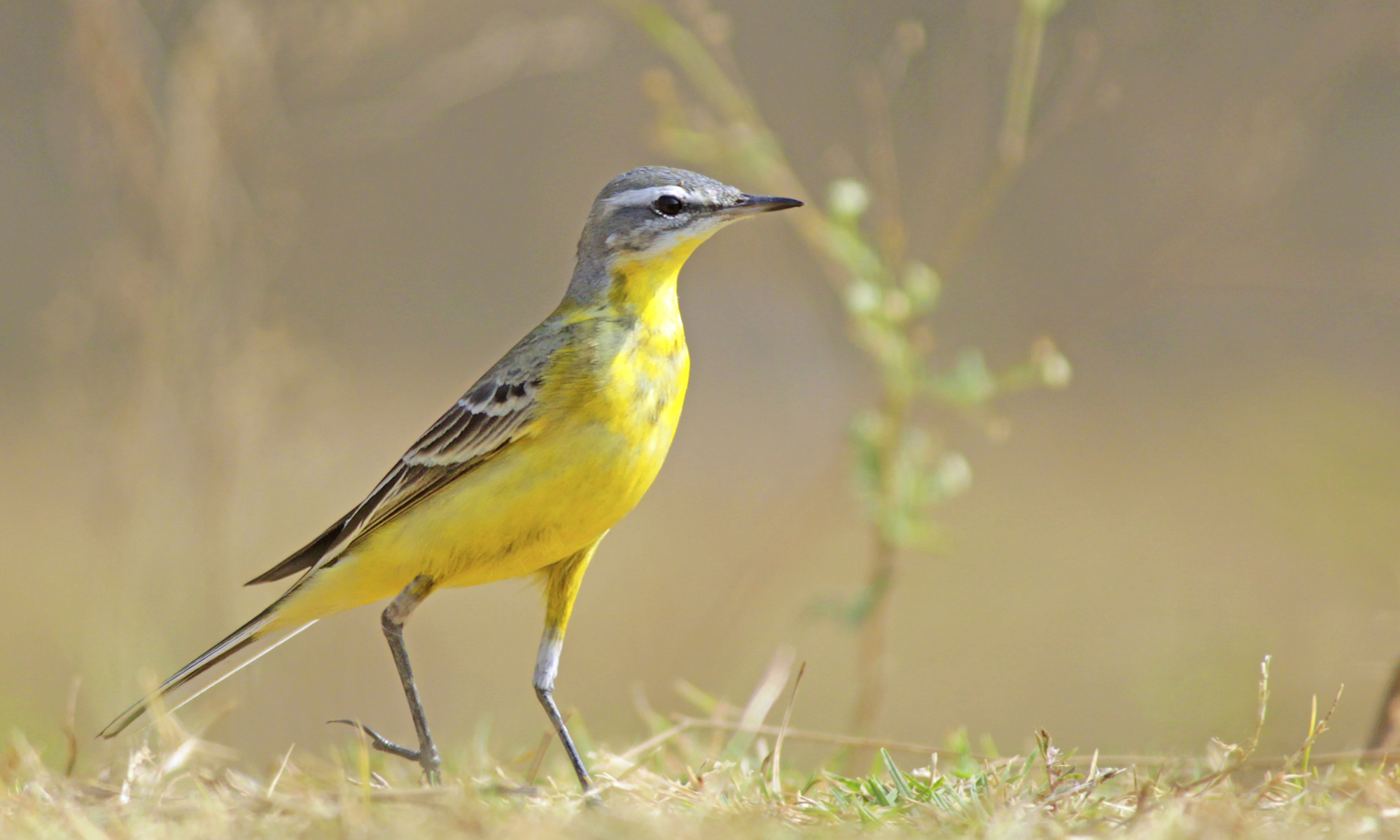
Codobatură galbenă (Motacilla flava) după Dombrowski are toată partea inferioară galbenă-lămâioasă